# DSA-670
La DSA-670 es una carretera perteneciente a la Red Primaria de la Diputación Provincial de Salamanca que une la carretera  SA-601  con la localidad de Topas.

## Origen y Destino
La carretera  DSA-670  tiene su origen en Valdunciel, en la intersección con la carretera  SA-601 , y termina en el casco urbano de Topas; formando parte de la Red de carreteras de Salamanca.